# 人民党 (萨摩亚)
人民党（英語：People's Party，缩写为TPP）是萨摩亚的一个已不存在的政党。该党成立于2008年11月。 ，最初成立的目的是反对道路通行方向從右行轉為左行的提案。该党的主席是Tole’afoa Solomona To’ailoa。 按照To'ailoa的说法,该党 "不会仅关注道路走向问题...也会关注其他影响我们民众生活方式的议题。" 